# Mikadotrochus beyrichii
Mikadotrochus beyrichii là một loài ốc biển trong họ Pleurotomariidae.

## Phân bố
M. beyrichii là loài đặc hữu của Nhật Bản.